# Mobile Radio Telephone
Los Mobile Radio Telephone ( Radio-Teléfono Móvil) fueron los primeros teléfonos móviles que existieron, que incluían las tecnologías PTT, MTS, IMTS y AMTS.
Los teléfonos móviles que trabajaban bajo las tecnologías anteriormente mencionadas (denominados como 0G (Generación Cero)) eran unos radio-teléfonos disponibles como un servicio comercial conectado a la red de telefonía fija, con sus propios números, eran una especie de red como la radio policíaca o el servicio de despacho de taxis.
Esos teléfonos móviles usualmente eran montados en autos o camionetas, aunque también se fabricaron modelos de bolsillo. Eran vendidos mediante WCC's (Wireline Common Carriers) (en castellano: Compañías Telefónicas), RCC's (Radio Common Carriers) (en castellano: Compañías de Telefonía Móvil Radial). Los primeros usuarios fueron Constructores, Agentes Inmobiliarios y Celebridades.
Algunos Hitos de esta Tecnología fueron:
- Motorola en alianza con Bell operaron el primer servicio de telefonía móvil comercial (bajo MTS) en los Estados Unidos en 1946, como un servicio de Bell.
- El primer sistema automatizado (sin la intervención de operadores) fue el IMTS que estuvo disponible en 1962, ofreciendo discado sin intervención de un Operador.
- La primera red de telefonía móvil europea fue la Noruega, bajo la red de Televerket.